# Aggregaat (mineralogie)

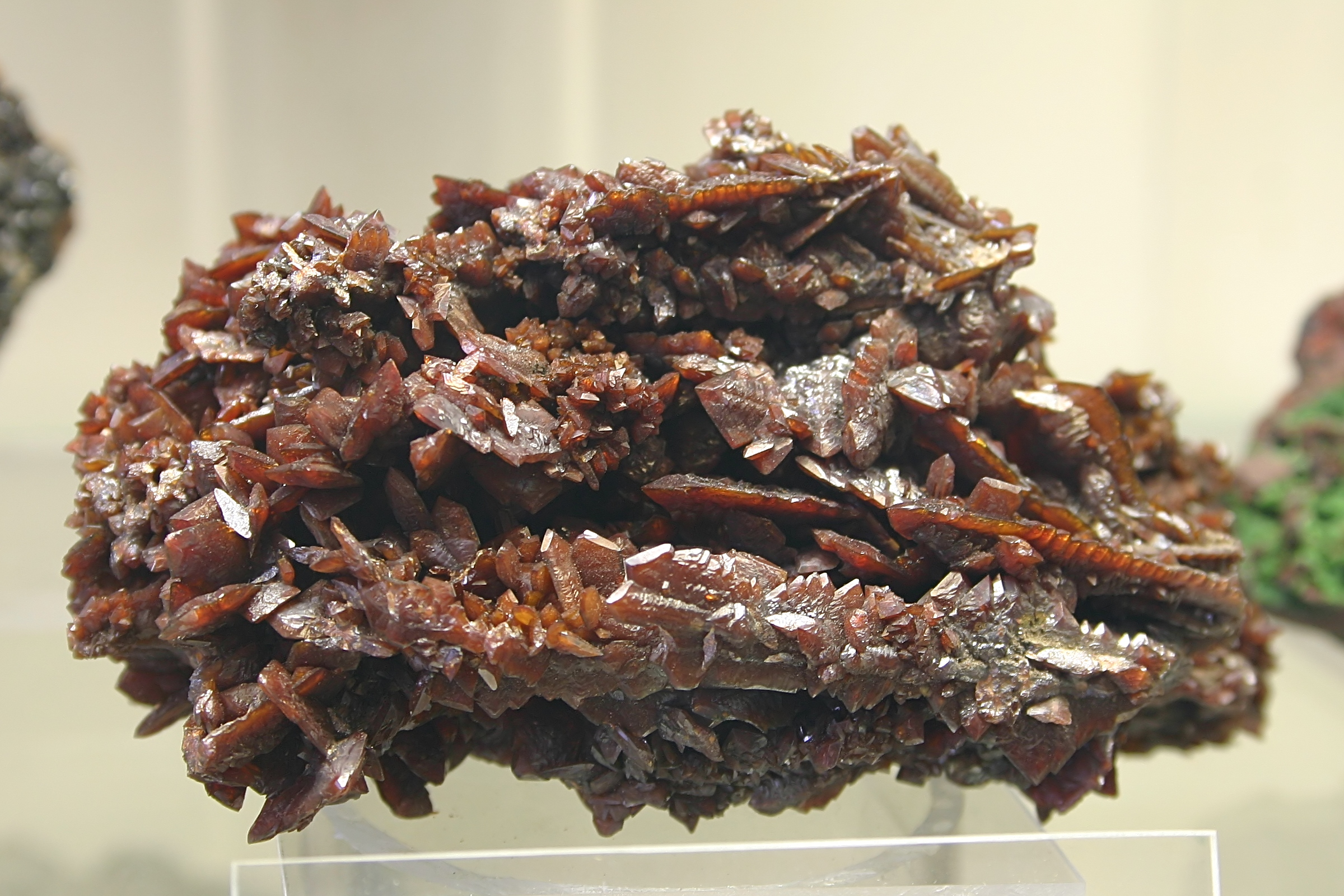
Aggregaat van descloïzietkristallen

Een aggregaat (Latijn: aggredi, naderen, gaan naar) is een samengroeisel van kristallen van hetzelfde mineraal. De standen van de afzonderlijke kristallen zijn willekeurig, maar de vorm van het aggregaat is afhankelijk van de soort mineraal. Voorbeelden van aggregaten zijn de bergkristalvergroeiingen en de gipsrozetten uit de Gelderse Achterhoek.
In een iets andere context zijn gesteenten aggregaten van mineralen en andere natuurlijk vaste stoffen.